# کونتوری (تاروکانی)
کونتوری (به اسپانیایی: Kunturi) یک کوه در پرو است که در Peru, Arequipa Region, Arequipa Province واقع شده‌است. کونتوری ۵٬۲۰۰ متر بالاتر از سطح دریا واقع شده‌است.